# Honda CT-serie
De Honda CT-serie is een serie terreinmotorfietsen van Honda. Vooral met de zwaardere 90- en 110cc-modellen richtte Honda zich met de CT-serie op jagers, vissers en buitensporters, maar ook op het gebruik voor woon-werkverkeer boeren met veel grond.

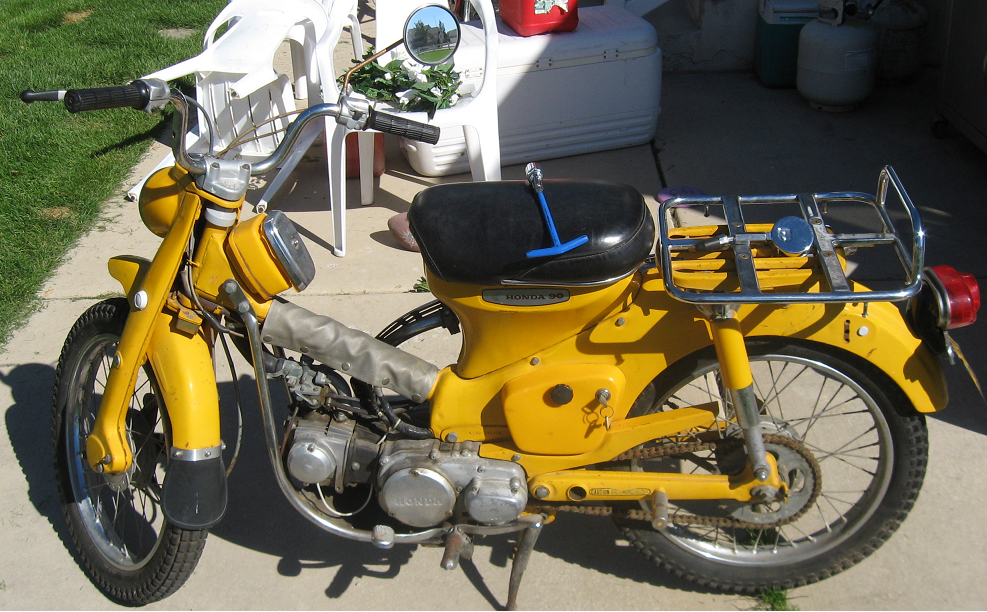
Honda CT 90 uit 1968

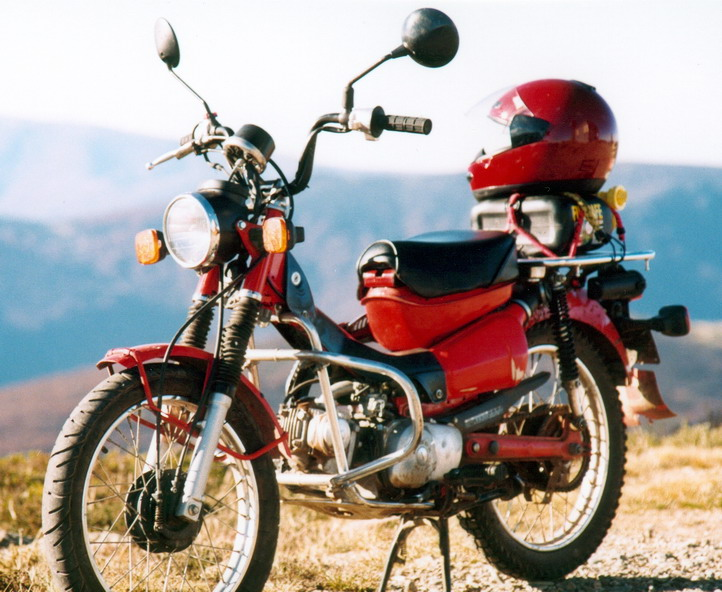
Honda CT 110 Postie Bike van de Australische posterijen

## Namen
De naamgeving van deze CT-serie is gecompliceerd omdat de serie enkele decennia omvat waarin Honda haar systeem van type-aanduidingen regelmatig wijzigde, soms alleen voor bepaalde landen. De aanduiding CT werd gebruikt voor de zeer lichte terreinmotoren vanaf 1964. Daarom horen de C 100 T/H, de CA 100 T, de C 105 T/H en de CA 105 T eigenlijk niet bij deze serie maar bij de Honda Super Cub-serie. Toch passen ze hier beter, omdat Honda met de komst van de CT 200 in 1964 voortborduurde op deze modellen.
De zwaardere terreinmodellen kregen de aanduiding "CL". De Honda ST 70 werd alleen voor de Amerikaanse en Canadese markt van 1969 tot 1994 omgedoopt tot "CT 70". Ook gebruikte Honda de type-aanduiding "CT" voor de "farmbikes" voor de Australische markt. In 1981 verscheen een terreinversie van 250 cc die de type-aanduiding CT 250 S Silk Road kreeg en een minibike die alleen in Japan op de markt kwam kreeg de naam "CT 50 Motra". Deze twee machines hadden geen relatie met de gebruikelijke CT-modellen. De Honda CT 110 kreeg in Australië de bijnaam "Postie Bike" door het jarenlange gebruik door Australia Post.
Het eerste model, de Honda C 100 T, kreeg verschillende namen. In Japan werd de machine geïntroduceerd als C 100 H (Hunter Cub), in de rest van de wereld als C 100 T (Trail Cub), in Noord-Amerika als CA 100 T (Trail Cub), maar men gebruikte in advertenties ook wel de naam Trail, gevolgd door de cilinderinhoud, zoals bijvoorbeeld "Honda Trail 50" of "Honda Trail 70". De "A" in "CA" was gebruikelijk voor Amerikaanse modellen, ze werd ook in de Honda Dream-serie (Honda CA 71 / 72 / 75 / 76 / 77 Dream en CSA 71 / 75 / 76 Dream) en de Honda Benly-serie (Honda CA 92 / CA 95 Benly) gebruikt.

## Afgeleid van de Honda Super Cub

### 1960-1962: C 100 T / CA 100 T Trail Cub / Trail 50, C 100 H Hunter Cub
In 1961 leverde Honda de eerste lichte motorfiets uit deze serie, de 50cc-C 100 T. Deze machine was nog volledig gebaseerd op de Honda Super Cub C 100, het was er zelfs een uitgeklede versie van. De plastic overkapping van de motor, het voorspatbord en de beenkappen waren weggelaten, er was een zeer groot achtertandwiel gemonteerd om de trekkracht in het zand te vergroten en er waren grove terreinbanden gemonteerd. Als handelsnaam werd meestal de naam "Honda Trail 50" gebruikt.
Motor
De motor was een luchtgekoelde kopklepmotor met stoterstangen en een boring/slagverhouding van 40 × 39 mm. Daardoor bedroeg de cilinderinhoud exact 49 cc. Het maximale vermogen bedroeg 5 pk. De lage compressieverhouding van 8,5:1 maakte het mogelijk om benzine met een laag octaangetal te kunnen gebruiken, maar ook om de machine gemakkelijk te kunnen aantrappen met de kickstarter. Dat bespaarde het gewicht en de kosten van een startmotor. De smering verliep via spatsmering met een zeef om de verontreinigingen op te vangen.
Aandrijving
De C 100 T kreeg een sequentiële drieversnellingsbak waarbij de koppeling niet bediend hoefde te worden. Er was een centrifugaalkoppeling aan boord met een aparte plaatkoppeling die ontkoppelde wanneer het schakelpedaal bediend werd. Door dit systeem konden ook beginners makkelijk leren rijden. Het achterwiel had kettingaandrijving met een klein en een zeer groot tandwiel. Zo kon de gebruiker de overbrengingsverhouding veranderen door de ketting over een ander tandwiel te leggen.
Rijwielgedeelte
De C 100 T had een geperst stalen plaatframe, met een lage instap, waardoor de motor noodgedwongen met een liggende cilinder werd uitgevoerd. De 17 inch wielen waren ook al op de Super Cub gebruikt, maar waren nu voorzien van noppenbanden. De voorvork was een geduwde schommelvork, achter was een normale swingarm toegepast en rondom zaten trommelremmen. C 100 T had een enkel zadel, dat opgeklapt moest worden om de benzinetank te bereiken. Achter het zadel zat een stevig bagagerek. Hoewel er exemplaren zijn met een hoog voorspatbord, verscheen de machine in advertenties zonder spatbord, maar met een forse omhooggebogen carterbeschermer die ook de bougie beschermde tegen water en vuil.

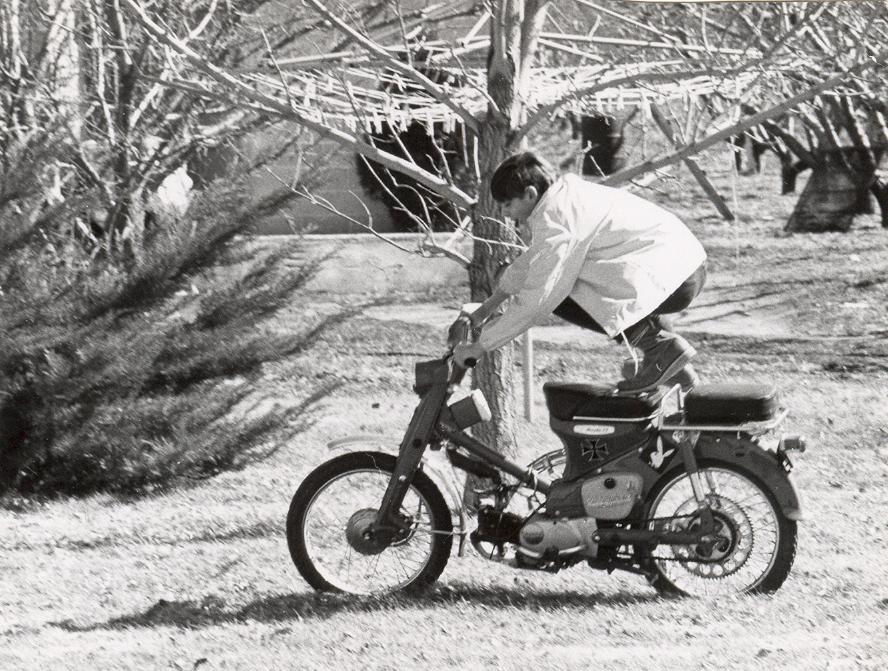
De Honda Trail 55 had nog twee afzonderlijke achtertandwielen

- Optisch: Alle C(A) 100 T/H-modellen werden geleverd in Scarlet Red, maar American Honda regelde voor bepaalde geselecteerde dealers een grotendeels verchroomd CA 100 T showroommodel, met rode accenten, zoals de zijdeksels, het luchtfilterhuis, het zadel, de bovendelen van de schokdempers en de voorvork.

### 1962-1965: C 105 T / CA 105 T Trail Cub / Trail 55, C 105 H Hunter Cub
De "105-versies" verschenen vanaf 1962 en waren identiek aan C 100-versies, maar met een 55cc-motor. Vanaf 1963 kreeg de CA-versie de omhooggebogen uitlaat met hitteschild zoals die ook bij de Honda-scramblers werd gebruikt. Dat was nodig omdat de modellen met laaggeplaatste uitlaten afsloegen bij het doorwaden van beekjes en riviertjes. De laatste modellen van ca. 1965 kregen een verchroomd voorspatbord.
- Optisch: Alle C(A) 105 T/H-modellen werden geleverd in Scarlet Red en geel.

### 1964-1966: CT 200 / Trail 90
- Technisch: De CT 200 uit 1964 was de eerste Honda die de type-aanduiding "CT" kreeg. Dit model kreeg de 87cc-motor die ook in de Honda Super Cub CM 90 en de Honda C 200 werd gebruikt, nog met stoterstangen en een gietijzeren cilinderkop, maar met de nieuwe vierversnellingsbak. De CT 200 had een verstelbaar buisstuur in plaats van het vaste, plaatstalen stuur van de Super Cub.
- Optisch: De CT 200 werd geleverd in Scarlet Red en geel, met een swept back uitlaat. Het Honda-logo stond op de tank onder het zadel.

### 1966-1979: CT 90 / Trail 90
In 1966 werd de CT 200 opgevolgd door de CT 90 en daarmee werd de type-aanduiding voor het eerst gecombineerd met de cilinderinhoud van 90 cc. Het blokje was ook iets verschillend van dat van de CT 200: het mat nu 89 cc en had een aluminium cilinderkop met een bovenliggende nokkenas, zoals dat ook bij de Honda Super Cub CM 91 het geval was.
1966-1968, CT 90 K0
- Technisch: De CT 90 K0 had ook nog de twee afzonderlijke achtertandwielen om de gearing te wijzigen.
- Optisch: De CT 90 K0 werd geleverd in Scarlet Red en geel met een "Honda"-logo op de tank onder het zadel. Zowel de uitlaat als het hitteschild waren verchroomd.

1969, CT 90 K1
- Technisch: De geduwde schommelvork werd in 1969 vervangen door een telescoopvork. De CT 90 K1 had in plaats van twee achtertandwielen een tussenversnellingsbak met een hoge gearing van 1:1 en een lage gearing van 1,867:1. Het luchtfilter, tot dat moment een grote vierkante kast boven op de framebuis, was nu in die buis geïntegreerd.
- Optisch: De CT 90 K1 werd geleverd in Scarlet Red en geel. Het "Honda"-logo stond nu op de voorste framebuis. Zowel de uitlaat als het hitteschild waren verchroomd. De framebuis kreeg een grijze plastic overtrek.

1970, CT 90 K2
- Technisch: Vanaf de CT 90 K2 kreeg de CT 90 een stuurslot.
- Optisch: De CT 90 K2 werd geleverd in Scarlet Red en lichtgeel. Het "Honda"-logo stond nu op de voorste framebuis. Zowel de uitlaat als het hitteschild waren verchroomd. De overtrek van de tank was donkergrijs en ook de zijdeksels waren donkergrijs.

1971, CT 90 K3

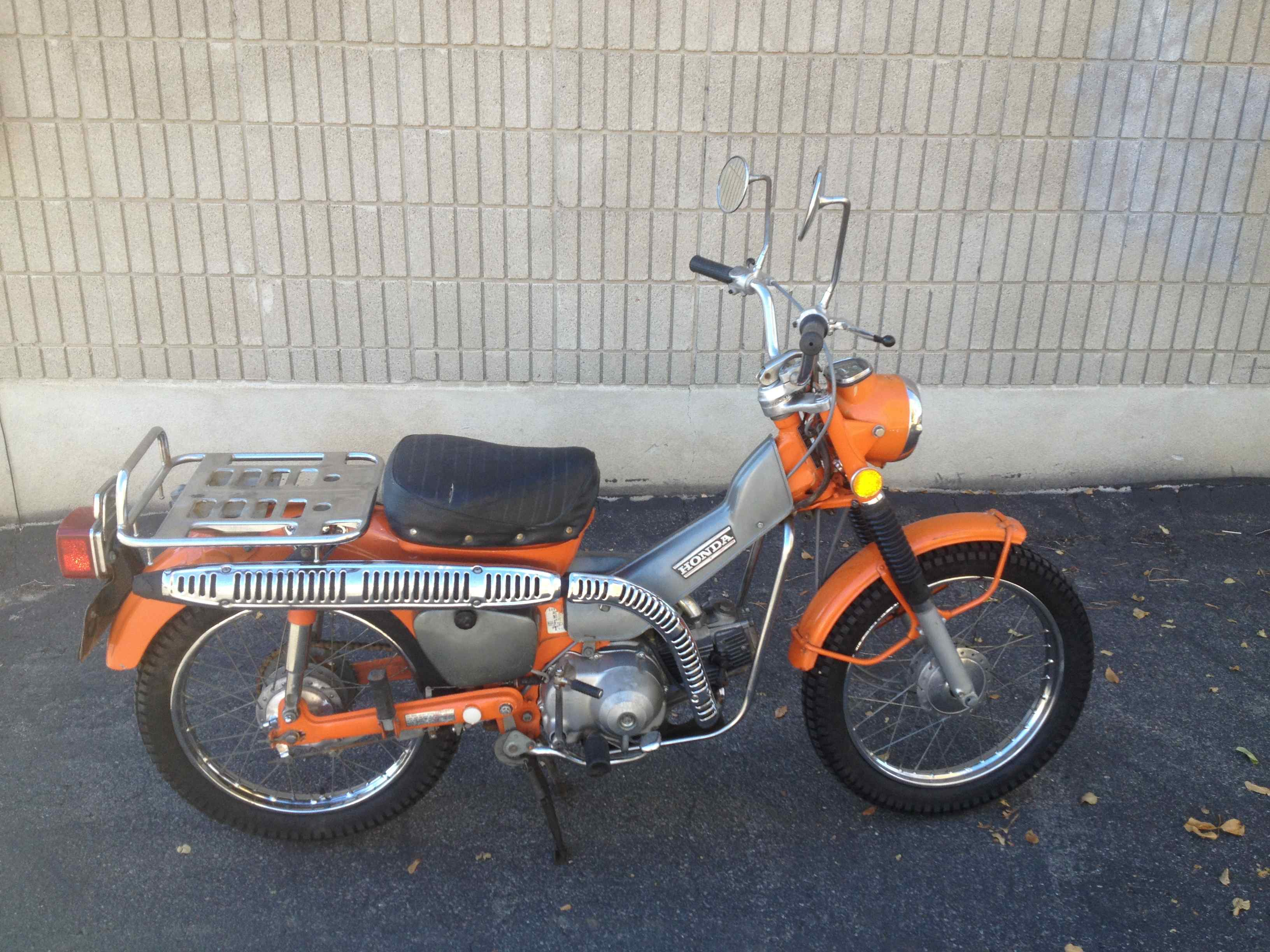
Honda CT 90 K3 uit 1972, het laatste jaar zonder elektrische richtingaanwijzers

- Optisch: De CT 90 K3 werd geleverd in Scarlet Red en Summer Yellow. Het "Honda"-logo stond nu op de voorste framebuis. De uitlaat was zwart maar het hitteschild was verchroomd. De overtrek van de tank was donkergrijs met een brede, verticale zwarte streep en ook de zijdeksels waren donkergrijs.

1972-1973, CT 90 K4
- Technisch: Vanaf de K4 werd de CT 90 uitgevoerd met elektrische richtingaanwijzers. Bij de CT 90 K4 werd een extra benzinetank toegevoegd, die aan de linkerkant onder het bagagerek zat.
- Optisch: De CT 90 K4 werd slechts in één kleur geleverd: Mars Orange. De overtrek van de framebuis was grijs, maar de verticale zwarte streep was verdwenen. Ook de zijdeksels waren grijs. Het uitlaatsysteem was zwart maar het hitteschild was verchroomd. Het zadel, dat tot dit moment een verchroomde strip aan de onderkant had, kreeg nu aan weerszijden verchroomde klinknagels.

1974, CT 90 K5
- Technisch: De CT 90 K5 kende slechts een heel kleine wijziging ten opzichte van de K4: Het indicatielampje voor de richtingaanwijzers kreeg de letter "T" (Turn) in plaats van een "W" (Winker).
- Optisch: De CT 90 K5 werd slechts in één kleur geleverd: Mars Orange. De overtrek van de framebuis was grijs, maar de verticale zwarte streep was verdwenen. Ook de zijdeksels waren grijs. Het uitlaatsysteem was zwart maar het hitteschild was verchroomd. Het zadel had aan weerszijden verchroomde klinknagels.

1975, CT 90 K6
- Optisch: De CT 90 K6 had alleen optische veranderingen. De machine werd alleen geleverd in Tahitian Red en zowel de tankovertrek als de zijdeksels waren in dezelfde kleur. De extra benzinetank was zwart. Het Honda-logo op de framebuis was zwart. De uitlaat was zwart maar het hitteschild was verchroomd.

1976, CT 90 '76
- Optisch: De CT 90 '76 had alleen optische veranderingen. De machine werd alleen geleverd in Shiny Orange Red en zowel de tankovertrek als de zijdeksels waren in dezelfde kleur. De extra benzinetank was zwart. Het Honda-logo op de framebuis was geel. De uitlaat was zwart maar het hitteschild was verchroomd. De achterschokdempers waren verchroomd en hadden nu externe veren.

1977, CT 90 '77
- Optisch: De CT 90 '77 was vrijwel ongewijzigd, maar het Honda-logo op de tank was nu zwart.

1978, CT 90 '78
- Optisch: Ook bij de CT 90 '78 waren de veranderingen uitsluitend optisch. Dit model was lichtgeel en het Honda-logo was wit. De wielnaven waren zwart gespoten en de achterschokdempers waren nu ook zwart.

1979, CT 90 '79
- Optisch: Ook bij de CT 90 '79 was er slechts een kleine wijziging. De kleur was weer Tahitian Red en het logo was weliswaar nog steeds wit, maar veel groter uitgevoerd dan op de CT 90 '78.

### 1968: CT 50 Hunter Cub
In 1968 bracht Honda alleen voor de Japanse binnenlandse markt de CT 50 Hunter Cub uit. De machine week niet veel af van de CT 90, maar had uiteraard nog de 50cc-motor, nu met de tussenversnellingsbak, waardoor het tweede achtertandwiel kon vervallen. De machine behield haar geduwde schommelvork, ook nadat de CT 90 een telescoopvork had gekregen.

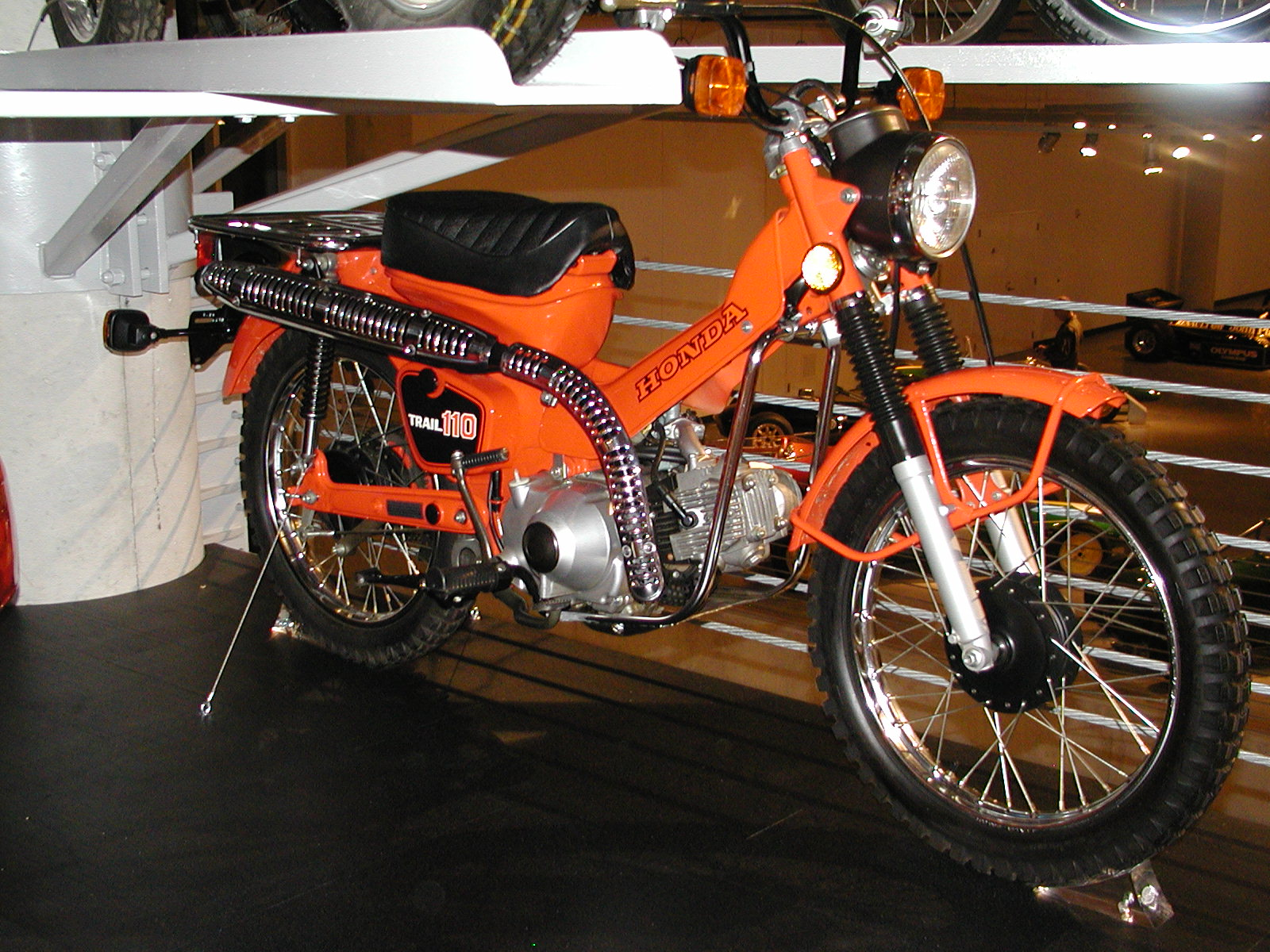
Honda CT 110

### 1980-1986: CT 110 / Trail 110 / CT 110 Hunter Cub
De Honda CT 110 was de laatste versie van de CT-serie die tot de oorspronkelijke "Trail Cubs" hoorde. De motor was nu vergroot tot 105 cc. De machine bleef tot 1986 in productie. De laatste versies ervan hadden ook een gesloten kettingkast. Ook de Australische "Postie Bike" was een CT 110.
CT 110 1980
- Technisch: De CT 110 kreeg een halfautomatische schakeling: de centrifugaalkoppeling gecombineerd met een vierversnellingsbak. Het ontstekingssysteem werkte met contactpuntjes en een condensator. Hoewel de machine het zelfdragende plaatframe met centrale bovenbuis had, liepen er ook twee dunne verchroomde buisjes vanaf het balhoofd onder het motorblok door. Er was geen extra versnellingsbak voor de lage gearing. Links onder het bagagerek zat een extra benzinetankje.
- Optisch: In 1980 werd de machine alleen geleverd in Tahitian Red. Het Honda-logo op de tank was ook rood, maar wit omlijnd. Alleen op het linker zijdeksel stond "Trail 110", waarschijnlijk omdat het rechter zijdeksel gedeeltelijk door de omhooggebogen uitlaat werd afgedekt.

CT 110 1981
- Technisch: In 1981 kreeg ook de CT 110 de extra tussenversnellingsbak, zodat er nu 4 × 2 versnellingen aan boord waren, gecombineerd met de centrifugaalkoppeling.
- Optisch: De kleur was nog officieel nog steeds Tahitian Red, maar er zijn exemplaren in Candy Apple Blue bekend. Het Honda-logo was nu zwart omrand. De "Trail 110"-aanduiding stond op beide zijdeksels in rood en wit op een zwarte ondergrond.

CT 110 1982
- Technisch: De belangrijkste technische wijziging in 1982 was de overschakeling op de elektronische CDI-ontsteking.
- Optisch: De hoofdkleur was Monza Red. Het Honda-logo was zwart omrand en de "Trail 110"-aanduiding stond op beide zijdeksels in rood en wit op een zwarte ondergrond.

CT 110 1983
- Optisch: In 1983 kwamen er uitsluitend kleine optische wijzigingen. Het Honda-logo was zwart, maar wit omlijnd, de "Trail 110"-aanduiding was zilver en rood, zwart omrand op een zilverkleurige ondergrond.

CT 110 1984, 1985 en 1986
- Optisch: Ook in 1984 veranderden alleen de opschriften. Het Honda-logo was rood, het "Trail 110"-logo zwart en rood en allemaal waren ze wit omrand. De zijdeksels waren weer zwart. In 1985 en 1986 waren er geen wijzigingen.

## Afgeleid van de Honda ST-modellen

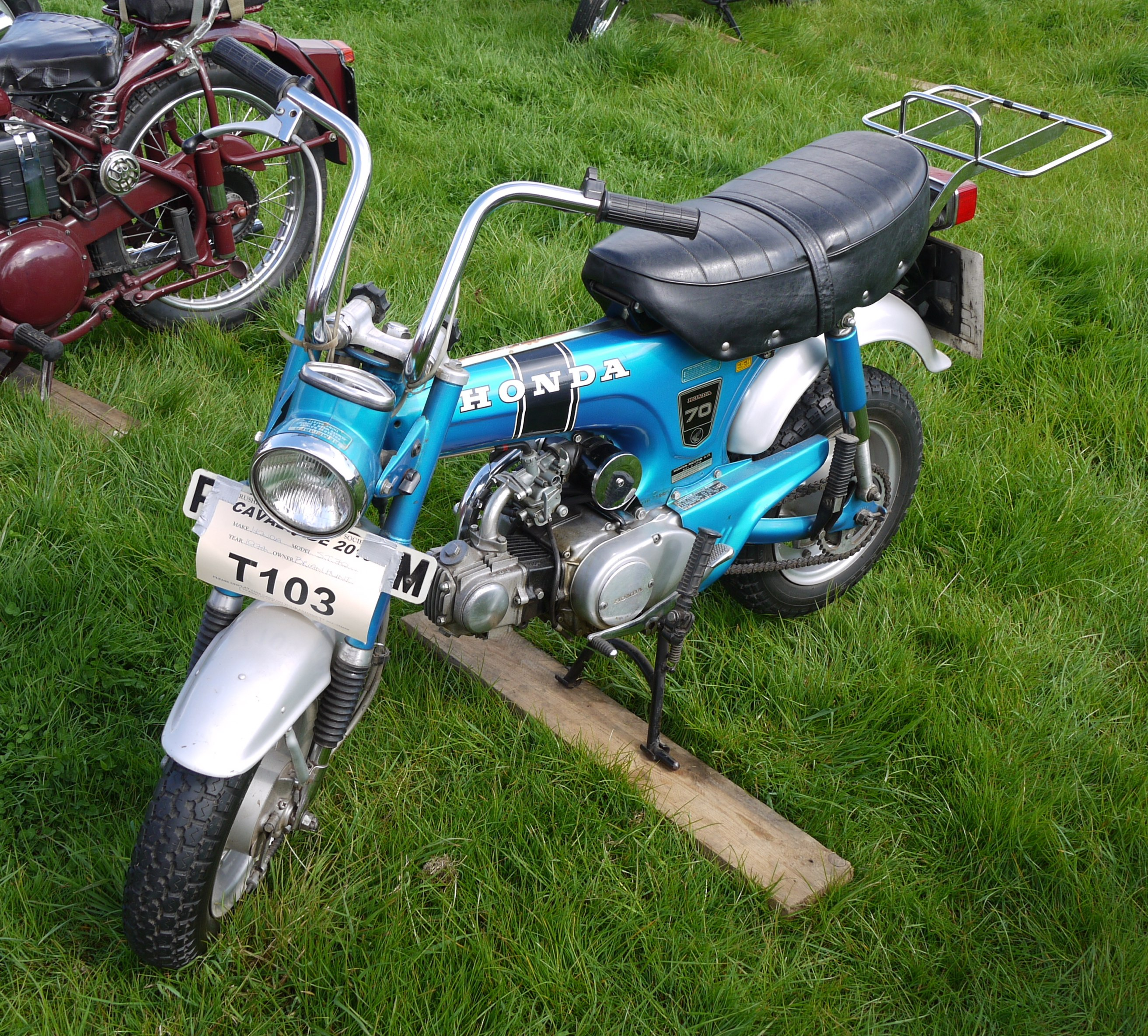
Honda ST 70 K1, in Noord-Amerika CT 70

### 1969-1984 en 1991-1994: CT 70 (Trail 70)
De Honda ST 70 werd in Noord-Amerika op de markt gebracht als "Honda CT 70". Het was de minibike die in Europese landen als Honda Dax bekend werd. De 90cc-versie ST 90 behield deze naam om verwarring met de Honda CT 90 (Trail 90) te voorkomen, maar kreeg wel de toevoeging "Trail Sport".
1969-1971, CT 70 K0
- Technisch: De CT 70 K0 kwam tegelijk uit met de Honda ST-serie in 1969. De machine had de 72cc-motor met bovenliggende nokkenas van de Honda Super Cub C 70, inclusief de centrifugaalkoppeling en de drieversnellingsbak. Het frame leek op het T-frame dat ook voor de Honda SS 50 werd gebruikt: een dikke centrale buis vanaf het balhoofd naar het zadel die in dit geval ook als benzinetank diende, daaronder het motordragend plaatgedeelte en een minuscuul achterframe. Het stuur kon worden ingeklapt zodat de machine in de kofferbak van een auto paste.
- Optisch: De CT 70 K0 werd geleverd in Candy Ruby Red, Candy Gold en Candy Sapphire Blue. Op de framebuis annex tank was een dikke verticale zwarte streep aangebracht waarover het Honda-logo in wit was geschreven. Zowel de omhooggebogen uitlaat als het hitteschild waren verchroomd. De snelheidsmeter vormde één geheel met het koplamphuis.

1972-1973, CT 70 K1
- Technisch: De CT 70 K1 kreeg twee verchroomde framebuisjes vanaf het balhoofd onderlangs het motorblok, maar die hadden geen dragende functie.
- Optisch: Bij de CT 70 K1 was de uitlaat zwart en het hitteschild verchroomd. De kleuren waren Candy Ruby Red en Candy Yellow Special, de verticale streep op de tank was blauw. Het Honda-logo was zwart en wit omlijnd en daaronder stond in gele letters "Trail 70". De snelheidsmeter was apart van de koplamp gemonteerd. Onder de cilinder kwam een beschermingsplaat.

1973, CT 70 K2
- Technisch: De K2 kreeg geen automatische centrifugaalkoppeling, maar een handbediende meervoudige natte platenkoppeling.
- Optisch: Bij de CT 70 K2 verdween de verticale streep op de tank, zoals dat ook bij de CT 90 gebeurde. De kleuren werden Candy Topaz Orange en Candy Riviera Blue. Het Honda-logo was geel en de aanduiding "Trail 70" was wit met een oranje rand. Het bovenste gedeelte van de voorvork en de koplamprand werden verchroomd.

1974, CT 70 K3
- Optisch: De CT 70 K3 werd geleverd in dezelfde kleuren als de K2: Candy Topaz Orange en Candy Riviera Blue, maar het Honda-logo was geel met zwart en het "Trail 70"-logo was groen.

1975, CT 70 K4
- Optisch: De K4-versie werd slechts in één kleur geleverd: Mighty Green. Het Honda-logo was nog steeds geel met zwart, maar het "Trail 70"-logo was nu blauw.

1976, CT 70 '76
In 1976 stapte men af van de K-aanduiding en werd - net als bij de CT 90 - het jaartal toegevoegd.
- Optisch: De CT 70 '76 werd alleen in Tahitian Red geleverd, met een blauw Honda-logo en een geel "Trail 70"-logo.

1977, CT 70 '77
- Optisch: De CT 70 '77 kreeg enkele speelse geel/zwarte strepen op de tank. Het witte "Trail 70"-logo verhuisde en stond nu boven het blauw/witte Honda-logo. De kleur was Shiny Orange, een kleur die ook de bovenkant van de voorvork en het koplamphuis kreeg.

1978, CT 70 '78
- Optisch: In 1978 was de hoofdkleur zwart. Het Honda-logo was in wit uitgevoerd en erg klein geworden. Daarboven stond nu "Mini-Trail 70" in geel. De strepen op de tank waren nu oranje, roze en rood.

1979, CT 70 '79
- Optisch: De CT 70 '79 was lichtgeel, het "Mini-Trail 70"-logo was geel, het Honda-logo wit. Het voorspatbord, dat altijd verchroomd was geweest, was nu ook geel. Andersom was het voorheen verchroomde hitteschild van de uitlaat nu matzwart. De strepen op de tank stonden nu in een langwerpig vlak en waren geel, oranje en rood. De extra framebuisjes die bij de CT 70 K1 waren geïntroduceerd kwamen te vervallen, net als de carterbeschermer.

1980, CT 70 '80
- Technisch: De CT 70 uit 1980 kreeg een nieuwe telescoopvork, nu zonder de beschermingsrubbers. Het contactslot verhuisde naar het instrumentenpaneel op het stuur.
- Optisch: In 1980 verviel het "Mini-Trail"-logo en stond er alleen nog "Honda" op de tank. De hoofdkleur was nog steeds Tahitian Red. Het stalen voorspatbord was vervangen door een plastic exemplaar.

1981, CT 70 '81
- Optisch: In 1981 bleef de hoofdkleur Tahitian Red. De tanksticker had een achtergrond in wit/lichtblauw/zwart waarop "Honda" in zwart stond. De achteruitkijkspiegels waren ook zwart.

1982-1983, CT 70 '82
- Optisch: In 1982 waren de kleuren heel eenvoudig: de hoofkleur was Tahitian Red. De tanksticker was alleen nog zwart met het Honda-logo in rood met een witte omlijning.

1984, CT 70 '84
- Technisch: In 1984 kwam de automatische centrifugaalkoppeling weer terug, maar optisch bleef de machine vrijwel gelijk aan de eerdere jaren.

1985-1990, Geen productie
Van 1985 tot 1990 werden er geen machines onder de naam CT 70. Toch bleven de machines als Honda Dax gewoon leverbaar.
1991, CT 70 '91
- Technisch: In 1991 werd de CT 70-serie in ere hersteld. De belangrijkste verandering was de 12 volt elektrische installatie. Eerdere CT 70-modellen hadden een 6 volt installatie. De centrifugaalkoppeling was gehandhaafd.
- Optisch: De basiskleur was rood met witte wielen. Het voorspatbordje was weer verchroomd en de snelheidsmeter zat weer in het koplamphuis. Er waren twee schuinlopende biezen aangebracht in geel en grijs. Het Honda-logo stond in de gele bies, de aanduiding Trail 70 werd niet meer gebruikt. Nu stond er gewoon "CT 70".

1992-1994, CT 70 '92, '93 en '94
- Optisch: De CT 70 '92 was vrijwel identiek aan zijn voorganger, behalve de schuine biezen, die nu blauw en groen waren. De CT 70 '93 en de CT 70 '94 werden door Honda als nieuwe series beschouwd, want ze kregen afwijkende framenummers, maar technisch en optisch waren ze gelijk aan de CT 70 '92.

## Afgeleid van de Honda XL-modellen

### 1976-1985: Farm Bikes
Van 1977 tot 1984 leverde Honda vooral voor de Australische markt deze stevige terreinmotoren voor gebruik op de enorme boerderijen.

#### 1976-1985: CT 125 Farm Bike
De CT 125 was eigenlijk een Honda XL 125 met een kort, comfortabel eenpersoons zadel en met de motor en de versnellingsbak van de Honda TL 125 trialmotor. Daarom lagen de eerste twee versnellingen dicht bij elkaar om bij zeer lage snelheden te kunnen werken. De machine kreeg een groot verchroomd bagagerek en twee stalen beschermbeugels voor de rem- en koppelingshendels. Er was een carterbeschermingsplaat, een valbeugel en een volledig gesloten kettingkast toegepast. De machine kreeg een kleiner 19 inch voorwiel (dat van de XL 125 mat 21 inch). De CT 125 werd geleverd met een Shiney Orange frame, terwijl de XL 125 een zwart frame had. Alleen in 1977 werd de machine ook in Canada en de Verenigde Staten geleverd.

#### 1979-1984: CT 185 Farm Bike (CT 185 Skipper)
De machine was vergelijkbaar met de CT 125, maar gebaseerd op de Honda XL 185 en voorzien van een tweede bagagerek boven het voorspatbord. De XL 185 werd in wit en rood geleverd, de CT 185 in wit met een rood frame.

#### 1983-1984: CT 200 Farm Bike
De CT 200, afgeleid van de Honda XL 200, was nog meer dan zijn voorgangers toegerust voor het gebruik als "werkmotorfiets" voor boeren, bosarbeiders en dergelijke. Er was nu ook rekening gehouden met het parkeren in ruw terrein. Daarom had de machine aan beide zijden een zijstandaard en zelfs een handrem die op beide wielen werkte.

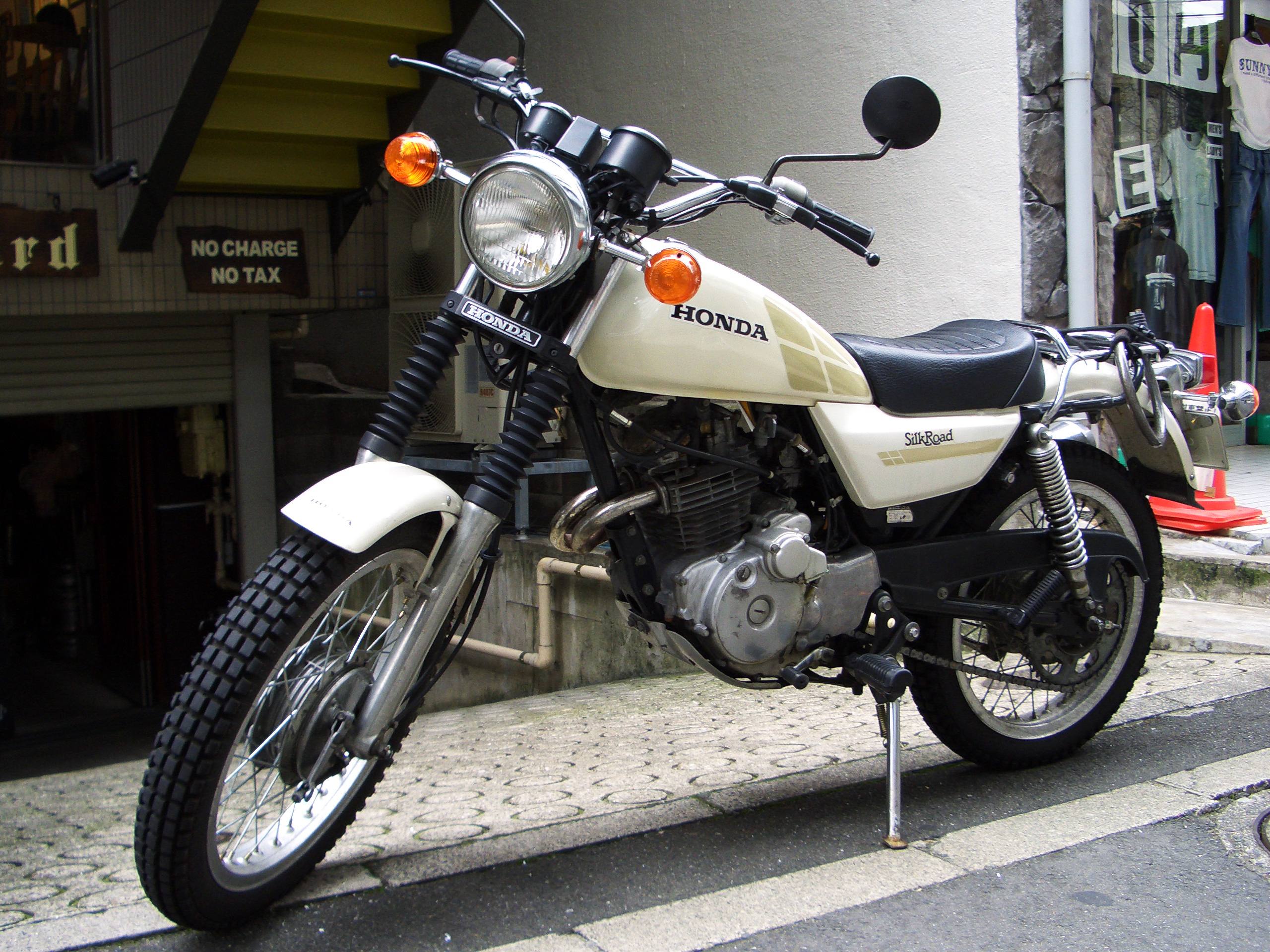
Honda CT 250 S Silk Road

## 1981: CT 250 S Silk Road
De CT 250 S Silk Road was gebaseerd op de Honda CL 250 S. Dat was een scrambler met een duozadel, maar de CT 250 S Silk Road kreeg een eenpersoons zadel en een groot bagagerek op de plaats van de duopassagier. Op het bagagerek kon wel een zitkussen gemonteerd worden. De CT 250 S Silk Road had zes versnellingen, feitelijk de vijfversnellingsbak van de Honda CB 250 RS uitgebreid met een extra laag gegearde eerste versnelling.

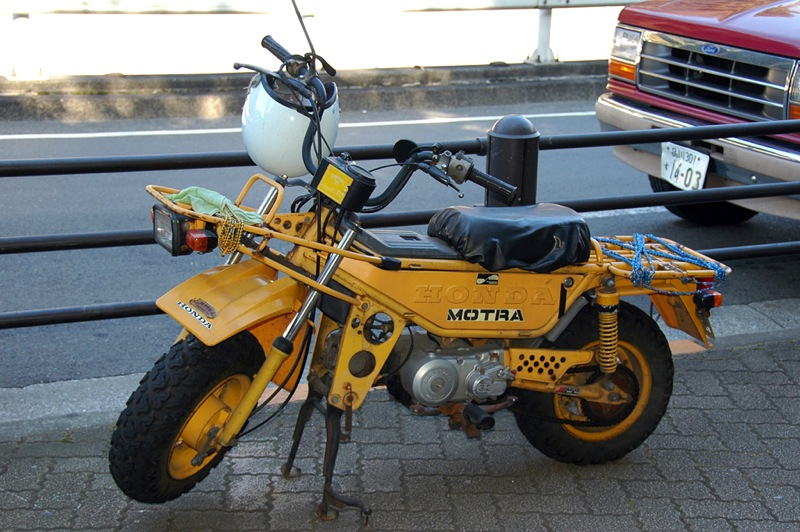
Honda CT 50 Motra

## 1982-1983: CT 50 Motra
De CT 50 Motra die in 1982 en 1983 in Japan werd verkocht was een geheel eigen model, laag gebouwd met een gecombineerd buis/plaatframe en alleen leverbaar in geel en groen zonder chroomdelen. De machine had twee forse bagagerekken en een drieversnellingsbak, die voorzien was van een hoge en lage gearing zodat er feitelijk zes versnellingen aan boord waren.

## Trivia
In aflevering 42 van The Addams Family uit 1965 ("Morticia the writer") rijdt Fester Addams (Jackie Coogan) met een Honda C 100 T van een trap.

## Technische gegevens
| Honda                  | C 100 T/H                          | C 105 T/H                          | CA 105 T                           | CT 200                             | CT 90                                          | CT 50                              | CT 70                              | CT 110                             | CT 125                            | CT 185                            | CT 200                            | CT 250 S                          | CT 50 Motra                        |
| ---------------------- | ---------------------------------- | ---------------------------------- | ---------------------------------- | ---------------------------------- | ---------------------------------------------- | ---------------------------------- | ---------------------------------- | ---------------------------------- | --------------------------------- | --------------------------------- | --------------------------------- | --------------------------------- | ---------------------------------- |
| Periode                | 1960-1962                          | 1962-1965                          | 1962-1965                          | 1964-1966                          | 1966-1979                                      | 1968                               | 1969-1994                          | 1980-1986                          | 1976-1985                         | 1979-1984                         | 1983-1984                         | 1981                              | 1982-1983                          |
| Categorie              | Scrambler                          | Scrambler                          | Scrambler                          | Scrambler                          | Scrambler                                      | Scrambler                          | Minibike                           | Scrambler                          | Farm bike                         | Farm bike                         | Farm bike                         | Scrambler                         | Minibike                           |
| Motortype              | OHV                                | OHV                                | OHV                                | OHV                                | OHC                                            | OHC                                | OHC                                | OHC                                | OHC                               | OHC                               | OHC                               | OHC                               | OHC                                |
| Bouwwijze              | Luchtgekoelde liggende eencilinder | Luchtgekoelde liggende eencilinder | Luchtgekoelde liggende eencilinder | Luchtgekoelde liggende eencilinder | Luchtgekoelde liggende eencilinder             | Luchtgekoelde liggende eencilinder | Luchtgekoelde liggende eencilinder | Luchtgekoelde liggende eencilinder | Luchtgekoelde staande eencilinder | Luchtgekoelde staande eencilinder | Luchtgekoelde staande eencilinder | Luchtgekoelde staande eencilinder | Luchtgekoelde liggende eencilinder |
| Boring                 | 40 mm                              | 42 mm                              | 42 mm                              | 49 mm                              | 50 mm                                          | 39 mm                              | 47 mm                              | 52 mm                              | 56 mm                             | 63 mm                             | 65 mm                             | 74 mm                             | 39 mm                              |
| Slag                   | 39 mm                              | 39 mm                              | 39 mm                              | 46 mm                              | 45,6 mm                                        | 41,4 mm                            | 41,4 mm                            | 49,5 mm                            | 49,5 mm                           | 57,8 mm                           | 57,8 mm                           | 57,8 mm                           | 41,4                               |
| Cilinderinhoud         | 49,0 cc                            | 54,0 cc                            | 54,0 cc                            | 86,7 cc                            | 89,5 cc                                        | 49,5 cc                            | 71,8 cc                            | 105,1 cc                           | 124,1 cc                          | 180,2 cc                          | 191,8 cc                          | 248,6 cc                          | 49,5 cc                            |
| Smeersysteem           | Spatsmering                        | Spatsmering                        | Spatsmering                        | Spatsmering                        | Druksmering                                    | Druksmering                        | Druksmering                        | Druksmering                        | Druksmering                       | Druksmering                       | Druksmering                       | Druksmering                       | Druksmering                        |
| Compressieverhouding   | 8,5:1                              | 8,5:1                              | 8,5:1                              | 8,2:1                              | 8,2:1                                          | 8,8:1                              | 8,8:1                              | 8,5:1                              | 9,4:1                             | 9,2:1                             | 7,8:1                             | 9,3:1                             | 9,8:1                              |
| Max. Vermogen          | 5 pk bij 9.500 tpm                 | 5 pk bij 9.500 tpm                 | 5 pk bij 9.500 tpm                 | 7 pk bij 8.500 tpm                 | 8 pk bij 9.500 tpm                             | 4,8 pk bij 10.000 tpm              | 5,2 pk bij 8.000 tpm               | Onbekend                           | Onbekend                          | 13,4 pk bij 8.000 tpm             | 13,5 pk bij 7.500 tpm             | 17 pk bij 6.500 tpm               | 4,5 pk                             |
| Topsnelheid            | 65 km/h                            | 65 km/h                            | 65 km/h                            | 80 km/h                            | 80 km/h                                        | Onbekend                           | 75 km/h                            | Onbekend                           | 92 km/h                           | Onbekend                          | Onbekend                          | 109 km/h                          | 45 km/h                            |
| Koppeling              | Centrifugaalkoppeling              | Centrifugaalkoppeling              | Centrifugaalkoppeling              | Centrifugaalkoppeling              | Centrifugaalkoppeling                          | Centrifugaalkoppeling              | Wisselend                          | Centrifugaalkoppeling              | Meervoudige natte platenkoppeling | Meervoudige natte platenkoppeling | Meervoudige natte platenkoppeling | Meervoudige natte platenkoppeling | Centrifugaalkoppeling              |
| Versnellingen          | 3 × 2                              | 4 × 2                              | 4 × 2                              | 4 × 2                              | 4 × 2                                          | 3                                  | 3                                  | 4, vanaf 1981 4 × 2                | 5                                 | 5                                 | 5                                 | 6                                 | 3 × 2                              |
| Secundaire aandrijving | Ketting                            | Ketting                            | Ketting                            | Ketting                            | Ketting                                        | Ketting                            | Ketting                            | Ketting                            | Ketting                           | Ketting                           | Ketting                           | Ketting                           | Ketting                            |
| Rijwielgedeelte        | Plaatframe                         | Plaatframe                         | Plaatframe                         | Plaatframe                         | Plaatframe                                     | Plaatframe                         | Plaatframe                         | Plaatframe                         | Semi-dubbel wiegframe             | Semi-dubbel wiegframe             | Semi-dubbel wiegframe             | Semi-dubbel wiegframe             | Plaat/buisframe                    |
| Voorvork               | Geduwde schommelvork               | Geduwde schommelvork               | Geduwde schommelvork               | Geduwde schommelvork               | Geduwde schommelvork vanaf 1969: telescoopvork | Geduwde schommelvork               | Telescoopvork                      | Telescoopvork                      | Telescoopvork                     | Telescoopvork                     | Telescoopvork                     | Telescoopvork                     | Telescoopvork                      |
| Achtervork             | Swingarm                           | Swingarm                           | Swingarm                           | Swingarm                           | Swingarm                                       | Swingarm                           | Swingarm                           | Swingarm                           | Swingarm                          | Swingarm                          | Swingarm                          | Swingarm                          | Swingarm                           |
| Remmen                 | Trommelremmen                      | Trommelremmen                      | Trommelremmen                      | Trommelremmen                      | Trommelremmen                                  | Trommelremmen                      | Trommelremmen                      | Trommelremmen                      | Trommelremmen                     | Trommelremmen                     | Trommelremmen                     | Trommelremmen                     | Trommelremmen                      |
| Tankinhoud             | 3 L                                | 3 L                                | 3 L                                | 5 L                                | Onbekend                                       | 3 L                                | 2,5 L                              | 5,5 L                              | 6 L                               | 6,2 L                             | 6,2 L                             | 11,5 L                            | 4.5L                               |
| Droog gewicht          | 68 kg                              | 68 kg                              | 68 kg                              | 80 kg                              | 80 kg                                          | Onbekend                           | 75 kg                              | 87 kg                              | 108 kg                            | 106,5 kg                          | 122,5 kg                          | 145 kg rijklaar                   | 76 kg                              |